# Es ist nichts Gesundes an meinem Leibe, BWV 25

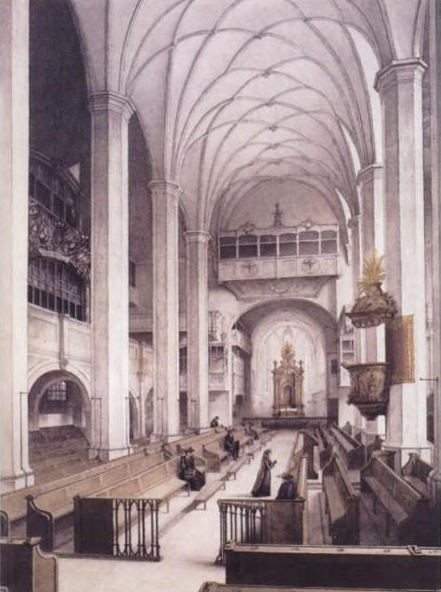
Thomaskirche, Leipzig.

Es ist nichts Gesundes an meinem Leibe, BWV 25 (No hay nada sano en mi cuerpo) es una cantata de iglesia escrita por Johann Sebastian Bach en Leipzig para el decimocuarto domingo después de la Trinidad y fue estrenada el 29 de agosto de 1723.

## Historia
Bach compuso esta obra durante su primer año como Thomaskantor en Leipzig para el decimocuarto domingo después de la Trinidad. Forma parte de su primer ciclo anual de cantatas. Bach había empezado a componer una cantata prácticamente para cada domingo y festivo del año litúrgico, un proyecto que Christoph Wolff describió como "una empresa artística de la mayor escala". La cantata fue interpretada por primera vez el 29 de agosto de 1723, junto con Die Elenden sollen essen, BWV 75.

## Análisis

### Texto
Las lecturas establecidas para ese día eran de la epístola a los gálatas, las enseñanzas de Pablo sobre "las obras de la carne y el fruto del Espíritu" (Gálatas 5:16-24), y del evangelio según San Lucas, la curación de diez leprosos (Lucas 17:11-19).
Conforme a Christoph Wolff, el texto de la cantata fue escrito por Johann Jacob Rambach y publicado en 1720 en Halle en Geistliche Poesien. El poeta se refiere al evangelio y compara la situación del hombre en general a la de los leprosos. La enfermedad se expresa con las palabras del Salmo 38, (Salmos 38:4). Julian Mincham observa que "el pecado, la decadencia, la ira de Dios y la descomposición de los huesos transmiten mucha teología luterana en general y este coro inicial en particular". El final del tercer movimiento Jesús se le pide la curación. La última aria expresa la esperanza de cantar agradeciendo por ello en el coro de ángeles. La cantata se cierra con la decimosegunda y última estrofa del himno "Treuer Gott, ich muss dir klagen" escrito por Johann Heermann en 1630.

### Instrumentación
La obra está escrita para tres solistas vocales (soprano, tenor y bajo) y un coro a cuatro voces; junto con una colorida orquesta formada por cornetto, tres trombones, tres flautas de pico, dos oboes, dos violines, viola y bajo continuo.

### Estructura
Consta de seis movimientos.
1. Coro: Es ist nichts Gesundes an meinem Leibe
2. Recitativo (tenor): Die ganze Welt ist nur ein Hospital
3. Aria (bajo): Ach, wo hol ich Armer Rat?
4. Recitativo (soprano): O Jesu, lieber Meister
5. Aria (soprano): Öffne meinen schlechten Liedern
6. Coral: Ich will alle meine Tage

Similar a Du sollt Gott, deinen Herren, lieben, BWV 77, compuesta una semana antes, Bach crea el coro inicial como fantasía coral sobre una cita instrumental completa de la melodía del coral. La melodía es conocida como "Herzlich tut mich verlangen nach meinem selgen End". Pero probablemente Bach tenía en mente las palabras de "Ach Herr, mich armen Sünder" que usó más adelante en su cantata coral Ach Herr, mich armen Sünder, BWV 135, una paráfrasis del Salmo 6 que comienza en la segunda estrofa "Heil du mich, lieber Herre, denn ich bin krank und schwach" (Sáname, Señor, porque estoy enfermo y débil). En una estructura compleja, Bach combina una introducción instrumental con la melodía coral en notas largas en el bajo continuo con la figuración de la cuerda y los oboes, una doble fuga coral y la presentación del coral por un coro de trombones con el cornetto como el instrumento soprano, reforzada por tres flautas de pico que tocan una octava por encima. John Eliot Gardiner se refiere a la utilización inusual de los trombones, tocando la melodía del coral independiente de las voces, como un "anticipo del finale de la Quinta Sinfonía de Beethoven".
Los siguientes tres movimientos van acompañados únicamente por el continuo. En el movimiento 5 se abre una nueva perspectiva en forma de música de danza para un concierto para cuerda y oboes, repetida por las flautas de pico. La música hace referencia al texto "im höhern Chor werde mit den Engeln singen" (en el exaltado coro cantaré con los ángeles). El coral final está escrito para cuatro voces.

## Discografía selecta
De esta pieza se han realizado una serie de grabaciones entre las que destacan las siguientes.
- 1972 – J.S. Bach: Das Kantatenwerk Vol. 2. Nikolaus Harnoncourt, Wiener Sängerknaben, Chorus Viennensis, Concentus Musicus Wien, solistas del Wiener Sängerknaben, Kurt Equiluz, Max van Egmond (Teldec)
- 1978 – Die Bach Kantate Vol. 48. Helmuth Rilling, Gächinger Kantorei, Bach-Collegium Stuttgart, Arleen Augér, Adalbert Kraus, Philippe Huttenlocher (Hänssler)
- 1997 – J.S. Bach: Complete Cantatas Vol. 7. Ton Koopman, Amsterdam Baroque Orchestra & Choir, Lisa Larsson, Gerd Türk, Klaus Mertens (Antoine Marchand)
- 1999 – J.S. Bach: Cantatas Vol. 13. Masaaki Suzuki, Bach Collegium Japan, Yukari Nonoshita, Gerd Türk, Peter Kooy (BIS)
- 2000 – Bach Edition Vol. 19: Cantatas Vol. 10. Pieter Jan Leusink, Holland Boys Choir, Netherlands Bach Collegium, Marjon Strijk, Knut Schoch, Bas Ramselaar (Brilliant Classics)
- 2000 – Bach Cantatas Vol. 7. John Eliot Gardiner, Monteverdi Choir, English Baroque Soloists, Malin Hartelius, James Gilchrist, Peter Harvey (Soli Deo Gloria)